# Sinfonía n.º 2 (Ives)

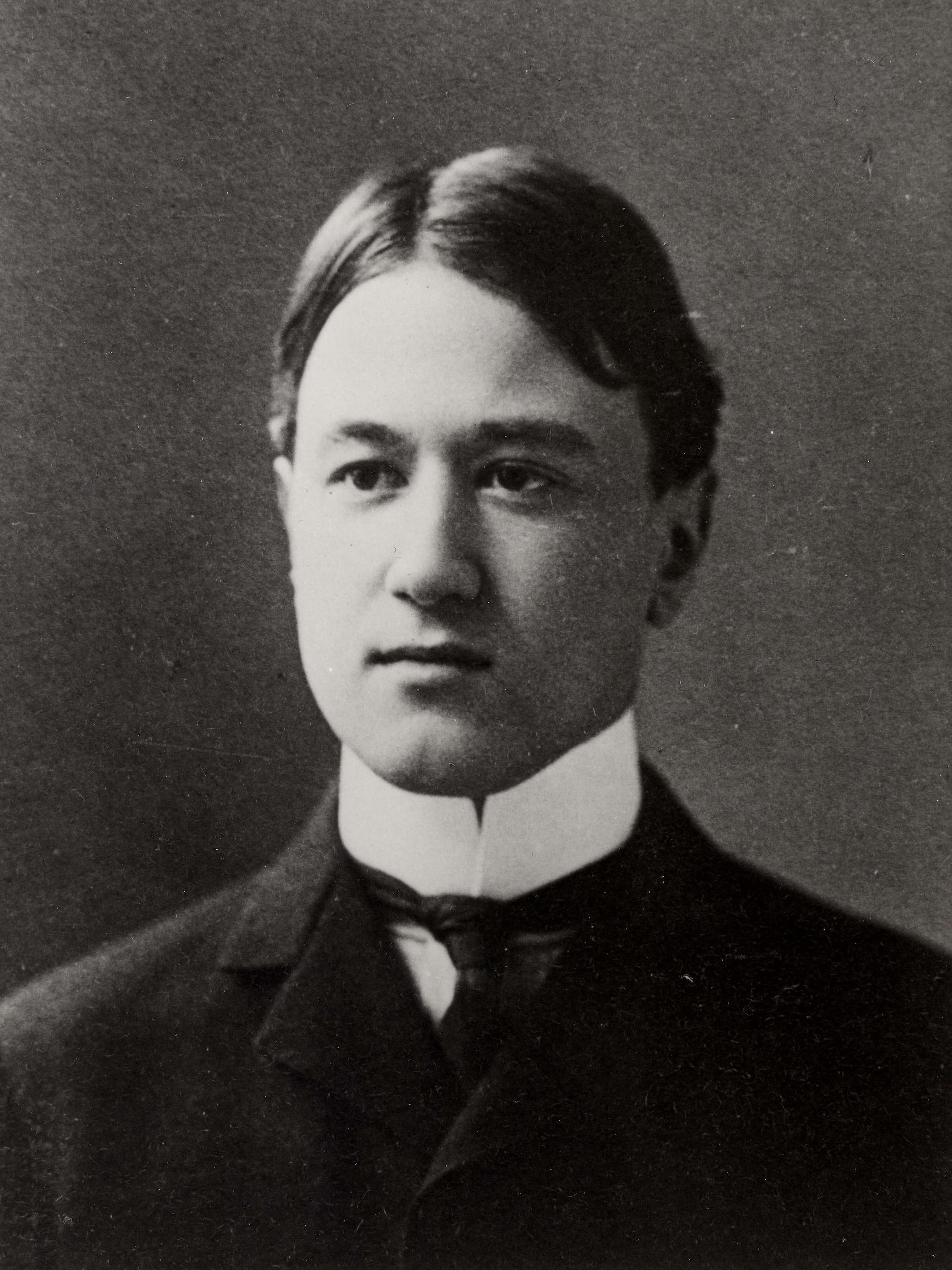
Ives hacia 1898.

La Sinfonía n.º 2, S. 2 (K. 1A2) fue compuesta por Charles Ives entre 1897 y 1901.

## Historia

### Composición
La trayectoria de Ives en el género sinfónico ha quedado plasmada en cinco obras, de las cuales cuatro son sinfonías numeradas. La Sinfonía n.º 1 de 1902; la Sinfonía n.º 2 de 1901; la Sinfonía n.º 3 de 1904, la Sinfonía n.º 4 terminada a mediados de la década de 1920; y por último la Sinfonía del Universo que quedó inacabada.
La composición de esta obra se desarrolló entre 1897 y 1901, cuando el compositor tenía 27 años. Posteriormente, realizó algunas revisiones en los años 1909 y 1910. Esta obra le brindó al fin la oportunidad de expresar sus ideas musicales con libertad. La ejecución en vivo de la obra fue pospuesta durante mucho tiempo debido a que Ives estaba aislado del ambiente musical académico estadounidense. Desde su estapa de formación con Horatio Parker en la Universidad de Yale, sufrió la desaprobación del entorno musical otrodoxo al sobrepasar los límites de sus estructuras clásicas europeas, para crear nuevos paisajes sonoros que recordaban la práctica musical naciente de su natal Nueva Inglaterra.

### Estreno
El estreno no llegó hasta medio siglo más tarde, el 22 de febrero de 1951 durante un concierto de la Orquesta Filarmónica de Nueva York dirigida por Leonard Bernstein. A esta primera interpretación fue solamente su esposa Harmony, puesto que Ives optó por no asistir en persona y la escuchó a través de la retransmisión radiofónica en vivo desde su casa.
El estreno y las subsiguientes interpretaciones han sido criticadas al extremo por tomarse muchas libertades con la partitura. La partitura que se empleó en 1951 contenía miles de errores y además Bernstein hizo también un corte sustancial al Finale, ignoró algunas indicaciones de tempo de Ives, cambió la instrumentación y prolongó la disonante "pedorreta" conclusiva de una corchea hasta más de una blanca. Muchos directores y públicos, influidos por el ejemplo de Bernstein, han apreciado entusiastamente la última de estas prácticas como uno de los sellos característicos de la obra. En el 2000 la Charles Ives Society preparó una edición crítica oficial de la partitura y autorizó una grabación por Kenneth Schermerhorn y la Orquesta Sinfónica de Nashville que se adhiriera más estrechamente a las intenciones del compositor.

## Instrumentación
La partitura está escrita para una orquesta formada por:
- Viento madera: 1 flautín, 2 flautas, 2 oboes, 1 corno inglés, 2 clarinetes, 2 fagotes.
- Viento metal: 4 trompas, 2 trompetas, 3 trombones, 1 tuba.
- Percusión: timbales, bombo, caja, triángulo.
- Cuerda: una sección de cuerdas con violines I y II, violas, violonchelos y contrabajos.

## Estructura y análisis
La sinfonía consta de cinco movimientos:
- I. Andante moderato [attacca]
- II. Allegro
- III. Adagio cantabile
- IV. Lento maestoso
- V. Allegro molto vivace

La interpretación de la obra dura aproximadamente entre 35 y 40 minutos. La estructura parte de la sinfonía convencional en cuatro movimientos y la modifica insertando el Lento maestoso como introducción al Allegro molto vivace. Se construyó a partir de una serie de obras previas de Ives: preludios religiosos y oberturas profanas a los que se añadieron secciones de desarrollo y orquestaciones en 1907-1910. Ives siguió retocando la obra de vez en cuando durante el resto de su vida. Está repleta de citas extraídas de diversos rincones de la vida musical estadounidense, pero nunca cita fielmente las melodías sino que las desarrolla y transforma en temas amplios e interesantes. También incorpora una versión connotada de las notas iniciales de la Sinfonía n.º 5 de Beethoven, una reinstrumentación de una parte de la Sinfonía n.º 1 de Brahms y en el primer movimiento referencias a varios corales de Bach. Constituye un precedente para otros compositores de música clásica del siglo XX. Es casi 30 años anterior a la obra de compositores nacionalistas estadounidenses como Roy Harris, Aaron Copland y Virgil Thomson. También precede a la Sinfonía del compositor italiano Luciano Berio: el tercer movimiento de su obra usa técnicas de citas musicales similares a las que Ives usa en el Finale.

### I.Andante moderato
El primer movimiento, Andante moderato, se basa en música de dos composiciones suyas hoy perdidas Sonata para órgano y la Obertura Down East. El tema principal es presentado por los violoncelos, seguidos de las violas y finalmente los violines, evocando una melodía reminiscente del estilo de Bach. El hermoso fugato al principio es solemne y romántico, pero pronto se vuelve juguetón (con un poco de la melodía de violín "Pig Town Fling"). En el desarrollo el tema se aborda en forma de variaciones. Ives va entrelazando sus propios temas con citas de melodías populares estadounidenses. Un toque de "Massa's in de Cold Cold Ground" de Stephen Foster se abre paso en el encantador contrapunto. "Columbia, the Gem of the Ocean" aparece de repente interpretada por las trompas sobre la melodía de las cuerdas, pero encaja perfectamente. Un ligero y delicioso pasaje de ragtime con pizzicati forma una sección de transición. La música vuelve a ser grandiosa y plena antes de diluirse en un pequeño y encantador grupo de cuerda. En el cierre el oboe retoma el tema principal, actuando a modo de recapitulación. Un dulce solo de oboe da paso al segundo movimiento, que se ejecuta sin interrupción tras el Andante conforme a la indicación attacca.

### II.Allegro
El segundo movimiento, Allegro, se basa otra pieza hoy perdida de la obertura In These United States. Destaca el papel activo de las maderas. Se abre con "Wake Nicodemus", una alegre melodía de Henry Clay Work para las maderas y los metales, con el eco de las cuerdas a medida que la música modula a través de varias tonalidades. El tema principal es una simple frase de tres notas repetidas (ti, to, ta) que se repite a lo largo de la pieza. Tras un crescendo, las cuerdas citan el himno protestante "Bringing In The Sheaves" tocado en una tonalidad menor pero con un ritmo alegre, aparece como segundo sujeto en medio de continuas modulaciones del primer tema. Después del diminuendo llega el segundo tema interpretado por flautas y oboe, con el carácter de una canción popular afroamericana. Es probable que se trate de la cita de otra canción popular de la época. Una hermosa escritura pastoral con gestos modales sobre un bordón, como en la Sinfonía Pastoral de Beethoven, conduce a una composición lírica de la vieja melodía de las novatadas universitarias "Where O Where Are the Verdant Freshmen?". A continuación fragmentos de las melodías anteriores se introducen en el esquema de modulación constante y las melodías enteras se recapitulan a medida que avanza el movimiento. El desarrollo se inicia con la repetición de las tres notas mencionadas. Pronto se convierte en tresillos combinados con acentos de caja fuera de tiempo, conforme aumenta la intensidad. Concluye con un crescendo de influencia wagneriana, seguido de una figura contrapuntística con el acompañamiento de bombo y caja, que conduce a la recapitulación. Gran parte del material de apertura se repite. Aquí, Ives sigue la estructura académica de la forma sonata, sin dejar de citar nuevamente el himno protestante. El segundo tema se repite de manera triunfal, mientras el primero entra de manera contrapuntística, que conduce a la imponente coda final. Este último tema es ejecutado solemnemente por los metales, acompañado por disonancias de flautas y clarinetes. El himno "Hamburg" se incorpora en los metales para llevar el movimiento a una gran conclusión con un arrebato de ritmo animado. Una rápida frase interpretada por trombones y clarinetes, recordando el estilo de Gershwin, introduce la conclusión.

### III.Adagio cantabile
El tercer movimiento, Adagio cantabile, reutiliza música de un Preludio de órgano perdido y un segundo movimiento rechazado de Sinfonía n.º 1, Kv8 debido a la crítica negativa de su maestro. Adopta una forma ternaria de lied A-B-A. Es ejecutado por las cuerdas, con el respaldo de las maderas y puntualmente de los metales. La sección A es de carácter lírico, posee una belleza suave y contenida. El violonchelo toca un emotivo solo que cita "Beulah Land" y le siguen las trompas. La sección central presenta una marcada influencia wagneriana, sobre todo en el crescendo final. Se repite la sección A hasta que en los violines suena la cita del himno patriótico "America the Beautiful" ("Materna"), justo antes de una coda de delicada textura. Otras citas son los himnos "Missionary Chant" y "Nettleton". Al igual que en los otros movimientos, hay breves pasajes de quintas abiertas crudas y contundentes y movimientos paralelos de acordes que recuerdan la primitiva tradición salmódica de Nueva Inglaterra y su armonización autóctona. Incluso hay momentos de estilo orquestal romántico del siglo XIX.

### IV.Lento maestoso
El cuarto movimiento, Lento maestoso. Es relativamente breve. Vuelve a orquestar y amplía el material del movimiento inicial en un estilo grandilocuente. Empieza con las trompas y trombones tocando el tema principal, que es igual al del movimiento inicial. "Columbia, the Gem of the Ocean" reaparece aquí como segundo tema presentado en forma contrapuntística con un acompañamiento ondulante y dramático. El primer tema suena de nuevo en fortissimo llegando al clímax. Las maderas ejecutan un decrescendo que conduce sin pausa al siguiente movimiento.Termina con un acorde de séptima de dominante sin resolver, que parece una introducción al Finale.

### V.Allegro molto vivace
El quinto y último movimiento, Allegro molto vivace. Las cuerdas interpretan el enérgico primer tema, acompañadas por los timbales. Las trompas citan "Camptown Races" de Stephen Foster, quien alcanzó la fama con su exitosa canción "Oh! Susanna". Una hermosa orquestación recuerda el ambiente del primer movimiento. Después se presenta una nueva cita en los flautines y la percusión, una marcha que se presume perteneciente a la Guerra de Secesión. "Camptown Races" se escucha en los trombones. Un solo de trompa introduce una melancólica melodía que constituye el segundo tema, considerado por algunos expertos como una cita de "Old Black Joe". "Long, long ago" suena en la flauta. El desarrollo es breve y arranca con la entrada brusca de las maderas tocando un contrapunto, que culmina en un crescendo unido al inicio de la recapitulación. En la recapitulación los violines citan "Turkey in the Straw", mientras los trombones tocan "Camptown Races". Tras un crescendo contrapuntístico, se produce una pausa abrupta y el violonchelo trae de vuelta el segundo tema. La coda se abre con una entrada súbita de la madera y en ella se entrelazan todos los temas de la obra. La marcha de la Guerra de Secesión se oye en las trompetas, le sigue un toque de diana y varias citas de la obra. "Reveille", "Wake Nicodemus", "Pig Town Fling" y "Columbia" se tocan juntas para un final apoteósico. Culmina con la última aparición de "Columbia, the Gem of the Ocean", antes de llegar al acorde que introduce una impactante cadencia disonante. Parece ser una reacción contra las teorías académicas de Horatio Parker, su maestro en Yale.

## Recepción de la obra
Dvořák consideraba esta pieza como una de las composiciones más "suaves" de Ives, ya que contenía escasos elementos disonantes y reflejaba una etapa más juvenil con fuertes influencias clásicas. A pesar de esta percepción el estreno resultó ser un rotundo éxito y se convirtió en la obra más aclamada del compositor estadounidense.

## Discografía selecta
- 1953 – Frederick Charles Adler, Orquesta Filarmónica de Viena (SPA) primera grabación de estudio de febrero de 1953.[5] El estreno mundial se publicó más tarde en CD.
- 1956 – Bernard Herrmann, Orquesta Sinfónica de Londres (Pristine Audio CD) grabación histórica del estreno de esta sinfonía en el Reino Unido en una transmisión de radio de la BBC el 25 de abril de 1956.
- 1958 – Leonard Bernstein, Orquesta Filarmónica de Nueva York (Columbia) grabaciones estéreo y mono del 6 de octubre de 1958.[6]
- 1973 – Eugene Ormandy, Orquesta de Filadelfia (RCA Victor 09026-63316-2) grabación multicanal del 7 de febrero de 1973, reeditada en CD con codificación Dolby de sonido envolvente.
- 1972 – Bernard Herrmann, Orquesta Sinfónica de Londres (Decca) grabación en 'Phase 4 Stereo' del 4 de enero de 1972.
- 1998 – Stephen Somary, Orquesta Sinfónica de Núremberg (Claves CD 50-9806).